# انتخابات كردستان العراق التشريعية (1992)
انتخابات كردستان العراق التشريعية 1992 هي انتخابات أجريت في 19 مايو 1992 للجمعية الوطنية الكردستانية وبرلمان حكومة إقليم كردستان في العراق. في ذلك الوقت، كان لدى الجمعية الوطنية 105 مقعد، منها 5 مقاعد مخصصة للجالية الآشورية. كان على الأحزاب تحقيق أكثر من ٪7 من الأصوات ليتم انتخابها. فيما خصص 178 مركز اقتراع حول المنطقة.
أسفرت الانتخابات عن فوز ضئيل للحزب الديمقراطي الكردي الذي حصل على 51 مقعدا فيما حصل منافسه الرئيسي الاتحاد الوطني للتحالف الكردستاني على 49 مقعدا. ومع ذلك، وبسبب مزاعم التزوير، تنازل الحزب الديمقراطي الكردستاني عن مقعد واحد للاتحاد الوطني الكردستاني بحيث يحصل كل منهما على 50 مقعدًا، شرعوا في تشكيل حكومة وحدة استمرت حتى مايو 1994، عندما اندلعت الحرب الأهلية في كردستان العراق.
في 4 يونيو 1992، تم انتخاب الأمين العام للحزب الديمقراطي الكردستاني جوهر نامق سالم رئيسا للمجلس الوطني الكردستاني، وانتخب عضو الاتحاد الوطني الكردستاني البارز فؤاد معصوم رئيسا لوزراء إقليم كوردستان.